# Córrego da Lapa
O córrego da Lapa é um curso de água que nasce e deságua no município brasileiro de Conselheiro Pena, no interior do estado de Minas Gerais. Sua nascente está no interior do Parque Estadual de Sete Salões, a cerca de 500 metros de altitude, desaguando na margem direita do rio Doce, a 339 metros.